# David E. Nye
David Edwin Nye (* 1946 in Boston, Massachusetts) ist ein US-amerikanischer Amerikanist und Historiker.

## Leben
Nye studierte am Amherst College und erhielt dort 1968 einen Bachelor of Arts cum laude in Amerikanistik. Anschließend setzte er sein Studium an der University of Minnesota fort, wo er 1971 einen Master of Arts in Amerikanistik erhielt und 1974 zum Ph.D. in Amerikanistik promovierte. 
Nye lehrte nun von 1974 bis 1978 als Assistant Professor für Amerikanistik am Union College in Schenectady, New York und war dort von 1978 bis 1981 Director of American Studies. In dieser Zeit war er von 1977 bis 1978 Fulbright Lecturer an der Universität Oviedo in Spanien. Von 1981 bis 1982 war er zum einen Visiting Scholar für Wissenschaftsgeschichte an der Harvard University, zum anderen Visiting Scholar für Science, Technology & Society am Massachusetts Institute of Technology.
1982 ließ er sich in Dänemark nieder. Von 1982 bis 1987 lehrte er als Associate Professor für Amerikanistik an der Odense Universitet. Nachdem er von 1987 bis 1991 als Associate Professor für Amerikanistik an der Universität Kopenhagen gelehrt hatte, kehrte er 1992 nach Odense zurück und nahm dort seine Lehrtätigkeit am Campus Odense der Syddansk Universitet, in welchem die Odense Universitet mittlerweile aufgegangen war, als Professor für Geschichte und Amerikanistik auf. Als solcher war er von 1992 bis 1997, 2000, von 2003 bis 2004 und 2007 Vorsitzender des Center for American Studies der Universität.
1998 war er Leverhulme Trust Visiting Professor an der Leeds University. 1999 war er Carlsberg Fellow am Churchill College der Cambridge University. 2003 war er Welch Visiting Professor für Amerikanistik an der University of Notre Dame. Von 2005 bis 2006 war er Visiting Professor für Geschichte und Amerikanistik an der University of Warwick.
Er gehörte von 1987 bis 1989, sowie erneut von 1992 bis 1996 dem Executive Board der Nordic American Studies Association an. Daneben war er von 1987 bis 1991 Mitglied des Editorial Board von Critical Studies in Mass Communication, sowie von 1993 bis 1997 Mitglied des Editorial Board von American Studies. Von 1996 bis 2003 gab er zusammen mit Carl Pedersen die Fachzeitschrift American Studies in Scandinavia heraus. Später gehörte er ebenfalls dem Editorial Board des Journal of American History an und w3ar Vorsitzender des Editorial Board von American Studies in Scandinavia.
Nye ist Mitglied der Society for the History of Technology und gehörte von 2000 bis 2003 deren Exekutivkomitee an. Des Weiteren ist er Mitglied der American Studies Association, der European Association of American Studies und Nordic Association for American Studies. Von 1992 bis 1995 war er Vizepräsident der Nordic American Studies Association und von 1992 bis 1994 war er Präsident der Danish American Studies Association.
Als einziger Akademiker wurde er von der Society for the History of Technology sowohl mit dem Dexter Prize (1993), als auch mit der Leonardo da Vinci Medal (2005) und dem Sally Hacker Prize (2009) ausgezeichnet.

## Veröffentlichungen (Auswahl)
- Henry Ford: Ignorant Idealist. (1979, New York: Kennikat Press)
- A History of the Youth Conservation Corps. (1981, Washington: United States Government Printing Office)
- (Hrsg.): A Catalogue of the General Electric Photographic Archives, 1890-1940. (1981, New York: General Electric Co.)
- The Invented Self: An Anti-biography of Thomas A. Edison. (1983, University of Southern Denmark Press)
- Image Worlds: Corporate Identities at General Electric. (1985, MIT Press)
- mit Christian Kold Thomsen (Hrsg.): American Studies in Transition (1985, Odense: Odense University Press)
- mit Niels Thorsen, Carl Pedersen: American Studies: A Source Book. (1989, Kopenhagen: Akademisk Forlag)
- Electrifying America: Social Meanings of a New Technology, 1880-1940. (1990, MIT Press)
- mit Carl Pedersen (Hrsg.): Consumption and American Culture. (1990, Free University of Amsterdam Press)
- Contemporary American Society. (1990, Kopenhagen: Akademisk Forlag)
- American Technological Sublime. (1994, MIT Press)
- mit Mick Gidley (Hrsg.): American Photographs in Europe, 1840-1990. (1994, Free University of Amsterdam Press)
- Narratives and Spaces: Technology and the Construction of American Culture. (1997, Exeter University Press)
- Consuming Power: A Cultural History of American Energies. (1998, MIT Press)
- (Hrsg.): Technologies of Landscape: Reaping to Recycling (2000, University of Massachusetts Press)
- America as Second Creation: Technology and Narratives of New Beginnings. (2003, MIT Press)
- Technology Matters: Questions to Live With. (2006, MIT Press)
- mit Thomas Johansen: The American Century: A Chronology and Outline (2007, Odense: SDU Forlag)
- (Hrsg.): Beyond the Crisis in American Studies: Scandinavian Perspectives (2007, Odense: SDU Forlag)
- In der Technikwelt leben: Vom natürlichen Werkzeug Alltagskultur. (2007, Berlin & Heidelberg: Spektrum Akademisk Verlag)
- Technologie & Civilisation: 10 questions fondamentales liées aux technologies. (2008, Paris: Fyp éditions)
- When the Lights Went Out: A History of American Blackouts. (2010, MIT Press)
- America's Assembly Line (2013, MIT Press)[2]